# Требине
Тре́бине (босн. Trebinje, серб. Требиње, хорв. Trebinje) — город в Боснии и Герцеговине, центр одноимённой общины.
Город находится на реке Требишнице в юго-восточной Герцеговине, в 24 км от Дубровника (Хорватия) — города на Адриатическом море.
История города восходит к античности. Само название — «Требине» происходит от античного «Травуния» — так в древности называлась местность на берегу Адриатического моря от Котора до Дубровника, включавшая нынешний город и окружающие его горы. Название происходит от славянского тербыни — «очищенная земля, раскорчёванное место».
Требине можно назвать городом трёх религий — здесь расположено значительное количество православных церквей (стоит отметить Соборную церковь Святого Преображения Господня в городском саду) и монастырь Херцеговачка Грачаница на холме Црквине. Также в самом центре города находится католический собор Рождества Богородицы (начало XX века) и мечеть Осман-паши (XVIII век) в Старом городе, разрушенная во время войны 1992—1995 гг. и только к 2005 г. восстановленная и возвращенная мусульманам-бошнякам.

## Климат
Требине один из самых солнечных городов на Балканах. Преобладает средиземноморский климат.
| Показатель              | Янв. | Фев. | Март | Апр. | Май  | Июнь | Июль | Авг. | Сен. | Окт. | Нояб. | Дек. | Год  |
| ----------------------- | ---- | ---- | ---- | ---- | ---- | ---- | ---- | ---- | ---- | ---- | ----- | ---- | ---- |
| Абсолютный максимум, °C | 22,5 | 23,0 | 26,5 | 32,5 | 36,0 | 40,5 | 42,5 | 42,0 | 40,5 | 35,0 | 26,0  | 23,0 | 45,5 |
| Средняя температура, °C | 8,3  | 8,5  | 11,4 | 14,9 | 18,7 | 22,5 | 26,5 | 26,5 | 22,0 | 17,3 | 13,5  | 9,5  | 16,6 |
| Абсолютный минимум, °C  | −8   | −7,5 | −2,5 | 2,5  | 9,5  | 10,5 | 14,5 | 14,5 | 10,0 | 4,5  | −1,5  | −6   | −8   |
| Источник:               |      |      |      |      |      |      |      |      |      |      |       |      |      |

## Население
Численность населения города по переписи 2013 года составляет 25 589 человек, общины — 31 433 человека.
По данным переписи 1991 года, в городе жило 21 870 человек, в том числе 68,19 % — сербы, 19,33 % — боснийские мусульмане, 6,72 % — югославы, 1,58 % — хорваты.
В Требине проживает значительное количество русских в Республике Сербской.

## Спорт
В Требине базируется футбольный клуб «Леотар», выступающий в Премьер-лиге Боснии и Герцоговины.

## Архитектура

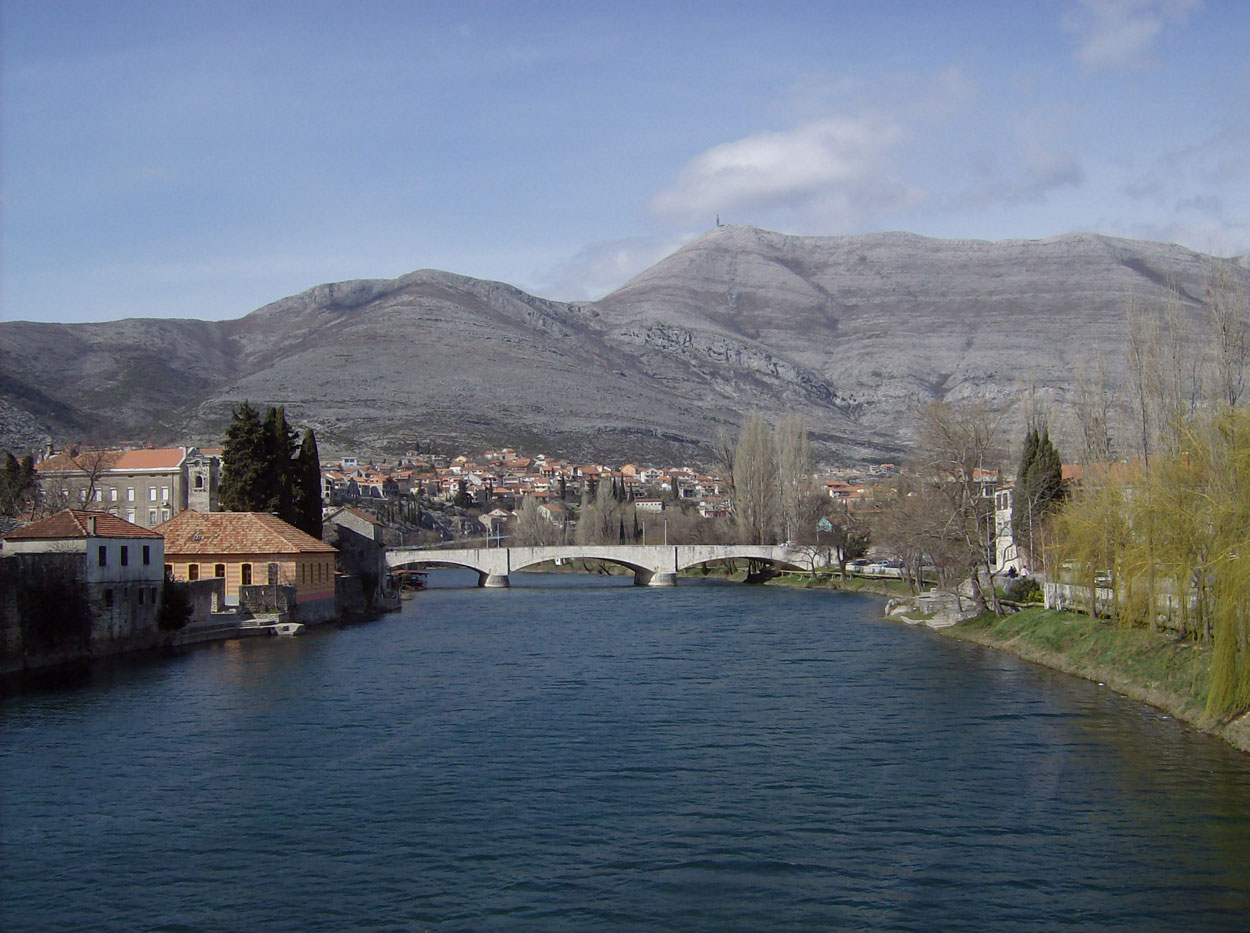
Река Требишница

К достопримечательностям города стоит также отнести 16 старых платанов, окаймляющих летнее кафе — самое большое в бывшей Югославии, и памятник Йовану Дучичу — сербскому поэту и дипломату, уроженцу Требине.
К юго-западу от города расположена межгорная котловина Попово полье — сельскохозяйственный район и историческая местность, имеющая большое значение для православных южных славян. Здесь находятся монастырь Тврдош (XV век) — центр епархии Захумско-Герцеговинской и Приморской, а также село Мрконичи, где родился Св. Василий Острожский.